# Йон Соса, Марко Антонио
Ма́рко Анто́нио Йон Со́са (исп. Marco Antonio Yon Sosa; 7 сентября 1929 года, Лос-Аматес, деп. Исабаль, Гватемала — 20 мая 1970 года, Чьяпас, Мексика) — гватемальский революционер китайского происхождения, один из создателей и руководителей Революционного движения 13 ноября.

## Биография
Выходец из семьи торговца китайского происхождения. Окончил военное Политехническое училище. С 1958 года в гватемальской армии.
Вместе со своим другом Луисом Турсиосом Лимой в качестве лояльных режиму и проамерикански настроенных офицеров, проходил обучение в Форт-Беннинг (Джорджия, США) и Школе Америк, где они готовились как специалисты по борьбе с повстанческой активностью.
13 ноября 1960 года, будучи в звании лейтенанта, принял участие в неудачном восстании военных против президента страны Мигеля Идигораса. Ненадолго укрылся в Гондурасе. Ушёл в подполье и, совместно с Луисом Турсиосом Лимой, организовал Революционное движение 13 ноября (MR-13). Под его влиянием MR-13 стало склоняться к троцкизму и маоизму. Сам Йон Соса был связан с Четвёртым интернационалом (посадистским) с 1963 по 1966 год, пока не обвинил руководство в присвоении средств, собранных для MR-13, и не был исключён из его рядов.
С февраля 1962 года занимал должность командующего повстанческими силами организованных в результате соглашения между лидерами MR-13, руководством коммунистической Гватемальской партии труда во главе с Бернардо Альварадо Монсоном и студенческого «Движения 12 апреля» Повстанческих вооружённых сил.
В сентябре 1962 года прибыл в Гавану, где встречался с представителями кубинского руководства, с бывшим президентом Гватемалы Хакобо Арбенсом, и представителями молодёжной организации Гватемальской партии труда. По его возвращении обострились трения между сторонниками Йона Сосы (с его троцкистскими и маоистскими симпатиями, отвержением любых форм борьбы с режимом, кроме вооружённой) и представителями марксистско-ленинской ГПТ и Турсиоса Лимы.
В январе 1963 года были созданы 3 партизанских фронта в разных департаментах страны: фронт «Аларик Беннет», который начал свою деятельность в горах Мико в муниципалитете Моралес департамента Исабаль — около 30 партизан под руководством Йон Соса; фронт «Мойсес Кило» под командованием Родолфо Чакона в департаменте Эль-Прогресо и фронт «Лас Гранадильяс» в департаментах Сакапа и Чикимула под командованием Луиса Трехо и Берналя Эрнандеса (около 25 партизан).
В январе 1965 года дошло до раскола, причём сторонников Турсиоса Лимы поддержало абсолютное большинство партизан. При этом раскол не сказался на личных взаимоотношениях этих двух лидеров.
Йон Соса, возглавляя около 60 партизан в Сакапе и Исабале, продолжал свои действия до конца 1967 года практически в изоляции от остальных антиправительственных сил. В январе 1968 года MR-13, терпящее военные поражения от антипартизанских действий армии на короткое время вновь объединилось. Йона Соса вновь ненадолго стал главнокомандующим. В 1969 году движение под его влиянием вышло из Повстанческих вооруженных сил и сосредоточилось в единственном месте к югу от Петена.
В 1970 году попытался наладить отношения с подпольными и партизанскими силами в Мексике, однако 18 мая был задержан на территории штата Чьяпас мексиканским военным патрулём, идентифицирован и на следующий день вместе с двумя соратниками, капитанами Сокорро Сикалем и Энрике Кауэке Хуаресом был убит по приказу генерала Баркеды и капитана Касильяса. Был похоронен 20 мая 1970 года на кладбище Тукстла Гутьеррес (Tuxtla Gutiérrez).
После его гибели движение MR-13 фактически прекратило существование.